# Erumduli Barlas
Erumduli Barlas (mongolisch Эрумдули Барлас) war ein mongolischer Borjigin-Fürst, Militärbefehlshaber  Borjigin prince und Befehlshaber (Noyan, Darughachi). Er diente seinem Großonkel Kabul Khan (gest. 1148/49), dem Gründer der Khamag Mongol-Konföderation, sowie Ambaghai Khan, und auch Hotula Khan, dem Anführer des Taichud Clan. Er selbst war der Enkel von Tumbinai Khan durch dessen Sohn Khaduli Barlas, sowie der Enkel von Qarachar Noyan, dem Gründer des Barlas-Stammes und Nachfahren von Timur. Sein Sohn Suqu Sechen Barlas war ebenfalls ein Würdenträger des Khamag Mongol.